# Károly Csapkay
Károly Csapkay (Budapest, 29 maggio 1893 – 1º marzo 1966) è stato un allenatore di calcio e calciatore ungherese.
Nel 2015 è stato introdotto nella Hall of Fame della Fiorentina.